# Lophostemon grandiflorus
Espèce
Statut de conservation UICN

DD : Données insuffisantes
Lophostemon grandiflorus est une espèce de plante à fleurs de la famille des Myrtaceae endémique d'Australie.

## Description
L'arbre atteint généralement une hauteur de 3 à 18 m. Il fleurit entre janvier et décembre, produisant des fleurs blanc crème. L'écorce est persistante, de couleur brun pâle et presque fibreuse. Des plantes épiphytes et parasites poussent souvent sur l'écorce. Le limbe épais, ovale et vert foncé mesure environ 5 à 12 cm de long et 2 à 6,5 cm de large. Le dessous de la feuille est beaucoup plus pâle, presque blanc. Elle pousse généralement en tant que rhéophyte le long des ruisseaux dans les forêts ouvertes, mais on la trouve également à la lisière des forêts tropicales.

## Répartition  et habitat
Cette plante est endémique d'Australie et se rencontre en Australie-Occidentale, dans le Territoire du Nord et au Queensland.
On trouve Lophostemon grandiflorus dans les zones humides telles que les berges des rivières et les gorges de grès dans la région du Kimberley (Australie occidentale) à travers l'extrémité supérieure du Territoire du Nord, puis le long de la côte est jusqu'au Queensland central.

## Liste des sous-espèces
Selon GBIF (24 février 2025) :
- Lophostemon grandiflorus subsp. grandiflorus[5]
- Lophostemon grandiflorus subsp. riparius (Domin) Paul G.Wilson & J.T.Waterh.

## Systématique
Le nom correct complet (avec auteur) de ce taxon est Lophostemon grandiflorus (Benth.) Paul G.Wilson (d) & J.T.Waterh. (d).
Le basionyme de ce taxon est : Tristania suaveolens grandiflora Benth.

### Étymologie
Le nom de genre Lophostemon vient du grec lophos « cou, crête, aigrette » et stêmôn « fil de quenouille » en botaniue « étamine » . Les étamines nombreuses sont groupées en faisceaux qui donnent l'apparence d'un goupillon.